# Жетітобе
Жетітобе́ (каз. Жетітөбе) — село у складі Келеського району Туркестанської області Казахстану. Входить до складу Ошактинського сільського округу.
Населення — 817 осіб (2021; 943 у 2009, 1306 у 1999, 1006 у 1989).